# ウナ (小惑星)
ウナ (160 Una) は、小惑星帯に位置する大きくて暗い小惑星の一つ。
1875年6月3日にアメリカ合衆国の天文学者、クリスチャン・H・F・ピーターズによりニューヨーク州クリントンで発見され、エドマンド・スペンサーの叙事詩、『妖精の女王』（1590年）の登場人物にちなんで命名された。